# 알 카포네
앨폰즈 게이브리얼 "앨" 커폰(영어: Alphonse Gabriel "Al" Capone [ælfoʊn̩z‿ɡe̞jbriəl.æl kəˈpoʊn], 1899년 1월 17일 - 1947년 1월 25일)은 1920년대와 1930년대 미국에서 발효된 금주법 시대에 시카고를 주무대로 활동했던 폭력조직 두목이다.

## 생애
뉴욕 브루클린 태생이며, 남부 이탈리아 출신 이민자의 아들로 태어났다. 그가 이끌었던 시카고 아웃핏(Chicago Outfit)은 미국 서부에까지 영향을 미치는 대조직으로 성장하였다. 그는 '밤의 대통령' 이란 별명을 얻게 된다. 1927년에는 '한 해 총수입이 1억 달러인 세계 최고의 시민'으로 기네스 북에 등재되었다(도박, 매춘, 밀주 등). 알 카포네는 알베르트 아인슈타인, 헨리 포드와 함께 시카고의 젊은 사람들이 가장 존경하는 인물 중 하나였다. 알 카포네는 금주령 시절, 밀주로 특히 많은 돈을 벌었다고 한다. 1931년 미국 재무부 특수 수사관이었던 엘리엇 네스에 의해 '탈세'혐의로 기소되었으며, 1932년 앨커트래즈섬에 유폐되었다. 1939년 석방된 뒤에는 마이애미에서 조용히 지냈다. 1932년에 매독에 걸리게 되었는데 이 무렵 매독은 불치병이었기 때문에 오랫동안 투병하다가 1947년 뇌출혈과 폐렴으로 사망했다. 그는 성 발렌타인 데이 대학살을 주도했다.
여기서 발렌타인데이 대학살이란, 알 카포네의 부하 2명이 1929년 2월 14일, 당시 알 카포네의 경쟁자였던 벅스 모란의 부하 6명과 행인 1명 등 총 7명 을 사살한 사건을 말한다.